# Mantorp Park
Mantorp Park er en racerbane beliggende ved Mantorp i Mjölby Kommune, Sverige. Banen blev etableret i 1969 med finansiering fra energiselskabet BPs datterselskab i Sverige.
Banen har fire forskelige layouts, men det er kun den korte (1.950 km/1.212 mile) og den lange (3.125 km/1.942 mile) som bliver brugt til race i dag. Mantorp Park afholder nogle afdelinger af det svenske Formel 3 mesterskab og Scandinavian Touring Car Championship.